# Whisper 2
Pour les articles homonymes, voir Whisper.
Série
Whisper : Libres comme le vent
(2013) Whisper 3 : La Chevauchée sauvage
(2017)
Pour plus de détails, voir Fiche technique et Distribution.
Whisper 2 (Ostwind 2) est un film allemand réalisé par Katja von Garnier, sorti en 2015.
Il s'agit de la suite de Whisper : Libres comme le vent, sorti en 2013, et précède la suite, Whisper 3, sortie en 2017.
En France, le film est sorti directement en DVD le 4 novembre 2015.

## Synopsis
Mika passe ses vacances d'été au haras de Kaltenbach chez sa grand-mère. Il est proche de la faillite à cause de la concurrence d'un autre centre équestre : L'installation moderne menace d'attirer progressivement tous les apprentis cavaliers. Sa participation à un tournoi pourrait sauver le haras. Et ainsi elle commence à s'entraîner avec son cheval Whisper pour participer à une compétition. Ce n'est qu'avec une victoire qu'elle peut éviter la banqueroute. Au cours des préparatifs du tournoi, Whisper et Mika découvrent leur intérêt pour le sexe opposé. Pour l'étalon c'est une jument grise fugitive, pour Mika le jeune Milan, qui aide Mika à l'entraînement, après l'avoir aidé à ramener la jument grise.
À cause d'un évanouissement, Mika ne parvient pas à gagner le tournoi. Elle aide Milan, qui a volé la jument grise, à la sauver de la mort dans un équarrissage illégal. Le haras est sauvé de la faillite parce qu'il est loué par la police de Hesse pour loger les chevaux confisqués à l'équarrissage.

## Fiche technique
- Titre : Whisper 2
- Titre original : Ostwind 2
- Réalisation : Katja von Garnier assisté de Daniel Texter et de Katrin Sohler
- Scénario : Lea Schmidbauer (de), Kristina Magdalena Henn
- Musique : Annette Focks
- Direction artistique : Carola Gauster
- Costumes : Mika Braun
- Photographie : Torsten Breuer
- Son : Petra Gregorzewski
- Montage : Tobias Haas (de)
- Production : Ewa Karlström, Andreas Ulmke-Smeaton (de)
- Société de production : Constantin Film, SamFilm (de)
- Société de distribution : Constantin Film
- Pays d'origine :  Allemagne
- Langue : allemand
- Format : Couleur - 1,66:1 - Dolby - 35 mm
- Genre : Aventure, drame
- Durée : 103 minutes
- Dates de sortie :
  -  Allemagne : 14 mai 2015.

## Distribution
- Hanna Binke (de) (VF : Sophie Planet) : Mika Schwarz
- Jannis Niewöhner (VF : Adrien Solis) : Milan
- Amber Bongard (VF : Pascale Chemin) : Fanny
- Marvin Linke (de) (VF : Jean-Pierre Leblan) : Sam
- Cornelia Froboess (VF : Marie Gamory) : Maria Kaltenbach
- Tilo Prückner (VF : Mathieu Rivolier) : M. Kaan
- Nina Kronjäger (de) : Elisabeth Schwarz
- Jürgen Vogel : Philipp Schwarz
- Henriette Morawe (de) (VF : Marie Nonnenmacher) : Tinka
- Max Tidof (de) : Leopold Sasse
- Walter Sittler : Hanns de Burgh

 Source et légende : version française (VF) sur RS Doublage et carton du doublage français.

## Source de la traduction
- (de) Cet article est partiellement ou en totalité issu de l’article de Wikipédia en allemand intitulé « Ostwind 2 » (voir la liste des auteurs).